# Эйткен, Дуг
Дуг Эйткен (англ. Doug Aitken; род. 1968, Редондо-Бич, США, живёт и работает в Лос-Анджелесе) — современный американский художник.

## Образование
- 1986—1987 Мэримаунт Колледж, Палос Вердес
- 1987—1991 Арт-центр Колледжа дизайна, Пасадена

## Творчество
- Широко известный новаторскими инсталляциями, Дуг Эйткен использует широкий спектр медиа и художественных подходов, приглашая зрителя в мир, где время, пространство и память имеют изменчивую природу. Эйткен погружает в медиа-насыщенное культурное бессознательное, позволяя зрителю увидеть кино уникальным образом, деконструируя связи между звуком, движущимся образами и ритмом окружения. Эйткен использует фотографию, скульптуру, звуковые инсталляции, многоканальные видео инсталляции. В каждой работе художник выбирает средства, которые усиливают и визуально подчеркивают тему произведения. Масштаб работы может варьироваться от простой фотографии до комплексной двигающейся скульптуры из зеркал. Квази-нарративные фильмы создают сложные запутанные истории без определенного конца.

### Видео и инсталляции
- Для инсталляции Sleepwalkers (2007) в Музее Современного Искусства в Нью-Йорке и Migration (2008) в Музее искусств Карнеги в Питтсбурге наружные стены и фасады музеев использовались в качестве экранов, на которые фильмы проектировались.
- Дуг Эйткен получил Золотого льва Венецианской биеннале в 1999 за инсталляцию electric earth. Эта многоканальная видео инсталляция пленила аудиторию на Венецианской биеннале и Биеннале Уитни. Произведение строится вокруг странного ночного опыта молодого человека, который изучает Лос-Анджелес, и представляет собой похожую на сон последовательность незабываемых образов. Как и большинство его работ, она подчеркивает контраст высокотехнологичной скорости современной повседневной жизни с монотонностью городского ландшафта.
- В других работах, снятых в отдаленных местах, на острове Монтсеррат, в джунглях Гайаны, Эйткен создает ещё более красивые образы, которые окружают зрителя и создают приостановленный, гипер-реальный портрет современной жизни. Отправной точкой для eraser был путь через карибский остров Монтсеррат. После разрушительного извержения вулкана Soufrière Hills в 1995, большая часть населения покинула остров, который был захвачен дикой природой. Изображения на трех проекциях соответствуют участкам пути. Для художника изначально было важно, что превращение в музейную видео инсталляцию разрушает линейность изначального маршрута.
- Чтобы снять Monsoon (1995) Эйткен отправился в Джонстаун, Гайана, чтобы посетить место, где в 1978 было совершено массовое самоубийство (и убийство) членов секты «Народный храм». Художник обнаружил, что это историческое место было поглощено тропическим лесом, который окружал его.
- В I am in you Эйткен хотел сокращения и создания органического минимализма, изоляции отдельных звуков, которые обычно остаются незамеченными в повседневной какофонии. Изображения — играющая девочка или геометрические фигуры — также не создают повествования в привычном смысле. Тем не менее, сочетание изображений и звука обладают властью, как триллер, от которого трудно оторваться.
- Diamond Sea (1997) — кинематографическая панорама пустыни Намиб в Юго-Западной Африке. Богатство региона — алмазные шахты, которые занимают 75000 квадратных километров. С воздуха и земли художник снимает изображения ветхих зданий, ржавеющей техники, пустых интерьеров автоматизированного комплекса, сопоставляя их с пустыней и океаном. Эйткен потратили месяц на изучение этого удаленного места, которое было закрыто для внешнего мира с 1908. Результатом стал пейзаж, к которому художник добавил контрастирующий саундтрек атмосферной техно музыки, совместив популярную культуру с изображением места, которое так долго существовало без неё.

### Фотографии
- Хотя Дуг Эйткен известен, в первую очередь, благодаря видео, его фотографии, сделанные на высоком уровне, с их визуальной силой и красотой также убедительны. Монументальный триптих 2 second separation II изображает танкер на мели у побережья, теряющегося в тумане. Волны обрушиваются на разрушающийся корпус корабля. Как у выброшенного на берег кита, болезненный конец этого судна неизбежен. Кораблекрушение произошло в 1980 у берегов Мексики. В трех разного размера частях триптиха художник документирует необратимый и неторопливый распад судна. Название работы описывает последовательность фотографий — с интервалом в две секунды отдельные кадры триптиха были сняты. Движение показывает едва заметные изменения в композиции. Художник использует фотографию как инструмент, который служит ему и зрителю в восприятии и понимании времени и пространства. Есть несколько аспектов, которые отражают различные возможности для восприятия. Наряду с концептуальными ссылками, работы Дуга Эйткена также обращаются к романтической традиции американского искусства, которая началась в девятнадцатом веке с Гудзонской школы, и до Роберта Смитсона и Джеймса Таррелла.
- the movement также играет с восприятием зрителя. Отправной точкой для этой работы послужило изучение восприятия повседневных объектов. Эйткен в этой фотографии открывает совершенно новый взгляд на останки автомобиля, брошенного в пустыне. Художник специально переворачивает фотографию, простая хитрость, которая достигает своей цели. С одной стороны, поворот на 180 градусов дает ощущение невесомости, с другой стороны, дает зрителю обескураживающее ощущение головокружения. В равной мере, законы физики и человеческого восприятия поставлены под сомнение и нарушены.

### Книги
- Эйткен также выпустил несколько книг: Broken Screen, книгу интервью с 26 художниками, 99 Cent Dreams, коллекцию фотографий, Write In Jerry Brown President, книгу художника, опубликованную Музеем современного искусства в Нью-Йорке.

### Музыкальные клипы
Наряду со своей деятельностью в качестве художника, Дуг Эйткен также известен своими видеоклипами, выполненными для таких музыкантов как Игги Поп и Fatboy Slim.

## Персональные выставки
| - 2008 303 Gallery, Нью-Йорк - 2008 99¢ Dreams, Galerie Eva Presenhuber, Цюрих - 2007 sleepwalkers, Музей современного искусства (MoMA), Нью-Йорк - 2007 303 Gallery, Нью-Йорк - 2006 Aspen Art Museum, Аспен - 2005 Regen Projects, Лос-Анджелес - 2005 Galerie Eva Presenhuber, Цюрих - 2005 interiors, Henry Art Gallery, Сиэтл - 2004 Sammlung Goetz, Мюнхен - 2004 Sala Rekalde, Бильбао - 2004 This Moment is the Moment, Taka Ishii Gallery, Токио - 2004 Museum het Domein, Ситтард | - 2004 Estaremos seguros mientras todo se mueva, CaixaForum Barcelona, Барселона - 2003 I don’t exist, Victoria Miro Gallery, Лондон - 2003 Kunsthalle Zürich, Цюрих - 2003 New Ocean, Fondazione Sandretto Re Rebaudengo, Турин - 2002 New Ocean, Кунстхаус Брегенц, Брегенц - 2002 Rise, MAGASIN-Centre National d’art Contemporain de Grenoble, Гренобль - 2002 Interiors, The Fabric Workshop and Museum, Филадельфия - 2002 303 Gallery, Нью-Йорк - 2002 new ocean, Tokyo Opera City Art Gallery, Токио | - 2002 Videos, Photos, Sound, Louisiana Museum of Modern Art, Хумлебек - 2001 I am In You, Kunst-Werke Berlin e.V. — KW Institute for Contemporary Art, Берлин - 2001 Metallic Sleep, Kunstmuseum Wolfsburg, Вольфсбург - 2000 Wiener Secession, Вена - 2000 these restless minds, Dallas Museum of Art, Даллас - 2000 Matrix 185 — Into The Sun, Berkeley Art Museum and Pacific Film Archive BAM/PFA, Беркли - 2000 Galerie Eva Presenhuber, Цюрих - 1999 Victoria Miro Gallery, Лондон - 1998 Diamond Sea, Galerie Jirí Svestka, Прага |

## Публичные коллекции
| - T-B A21, Thyssen-Bornemisza Art Contemporary, Вена - Vanhaerents Art Collection, Брюссель - Inhotim Centro de Arte Contemporânea, Брумадинью - Louisiana Museum of Modern Art, Хумлебек - Центр Помпиду, Париж - Daimler Contemporary, Берлин - Goetz Collection (недоступная ссылка), Мюнхен | - Julia Stoschek Collection, Дюссельдорф - Kunstmuseum Wolfsburg, Вольфсбург - Fondazione Sandretto Re Rebaudengo, Турин - 21st Century Museum of Contemporary Art, Канадзава - Museum het Domein, Ситтард - Proje4L/Elgiz Museum of Contemporary Art, Стамбул - Музей современного искусства, Нью-Йорк | - Metropolitan Museum of Art, Нью-Йорк - Музей современного искусства, Чикаго - Художественный музей Далласа (недоступная ссылка), Даллас - Музей современного искусства, Лос-Анджелес - Rubell Family Collection, Майами - Walker Art Center, Миннеаполис - Broad Contemporary Art Museum, Санта-Моника |